# 福斯特号护航驱逐舰
福斯特号护航驱逐舰（英語：USS Forster，舷号：DE-334），是美国海军于第二次世界大战期间建造的一艘埃德索尔级护航驱逐舰，其舰名取自在萨沃岛海战中阵亡的温森斯号重巡洋舰技工爱德华·威廉·福斯特（USS Forster (DE-334)）。
该舰由福斯特的遗孀冠名，于1943年8月31日在德克萨斯州奥兰治联合钢铁厂铺设龙骨，随后于1943年11月13日下水。1944年1月25日，福斯特号正式服役，交由欧文·爱德华·戴维斯（Irving Edward Davis）少校指挥。

## 设计与装备
埃德索尔级护航驱逐舰的设计与巴克利级护航驱逐舰类似，均采用长船体并建有较高的舰桥。该级护航驱逐舰配备3英寸（76毫米）50倍径单装主炮，坎普号后续更换为5英寸（127毫米）38倍径主炮。该级护航驱逐舰由4台费尔班克斯-莫尔斯38D8-1/8-10内燃机提供动力，总功率最高可达6000匹马力，最高航速21节。其燃料舱可携带312吨重油，在12节航速下航程可达11000海里。此外，该级舰船还配备有较完善的侦查搜索系统，包括SL或SU水面雷达、SA对空雷达、QC声呐系统以及用于监听潜艇无线电的HF/DF天线。

## 服役历史
1944年3月23日，福斯特号护送一批船团由诺福克出发前往比塞大，正式开启其大西洋护航生涯。4月11日，船团在北非海域遭遇纳粹德国空军空袭，福斯特号使用防空武器反击并成功击中数架敌机。战斗期间，队内霍尔德号护航驱逐舰被鱼雷重创，福斯特号迅速赶往事发海域掩护友军并转移伤员。5月11日，福斯特号返回纽约，此后的1年内，她又完成了6次跨大西洋护航任务和多次东海岸护航任务。
1945年6月20日，福斯特号离开纽约前往切萨皮克湾和关塔那摩湾训练，她随后被调往太平洋并于7月25日驶抵珍珠港。8月30日，福斯特号离开珍珠港继续向西航行，此后的数个月内，她主要在马里亚纳群岛至日本航线执行护航任务。1946年1月9日，福斯特号由关岛启程返回美国，2月12日，她顺利驶抵费城。6月15日，福斯特号在格林科夫斯普林斯退役并加入美国海军预备舰队。
1951年6月29日至1954年5月25日，福斯特号被租借至美国海岸警卫队服役，主要在火奴鲁鲁附近海域执行气象监测任务。1956年10月23日，被改造为雷达哨戒驱逐舰DER-334的福斯特号在长滩重归现役，她随后前往西雅图加入第5护航中队，正式开始执行雷达哨戒任务。1958年6月20日，福斯特号的母港被更换为珍珠港，此后数年内，她一直在指定海域开展巡逻、预警等任务。
1971年9月25日，福斯特号由美国海军退役并除籍，同日，她加入越南共和国海军，更名“陈庆馀”，舷号HQ-04。1975年4月29日，该舰被越南人民军俘获，舷号更改为HQ-03，此后直至1997年，该舰仍在越南人民海军服役。

## 荣誉
福斯特号服役期间所获荣誉如下：
|  |  |

|                                                       | Bronze star |                                         |
|                                                       | Bronze star |                                         |
|                                                       | Bronze star | Silver star · Bronze star · Bronze star |
| Bronze star · Bronze star · Bronze star · Bronze star |             |                                         |

| 战斗行动奖章 （追授） | 美国战役奖章 |

| 亚太战役奖章                           | 欧洲-非洲-中东战役奖章 （1枚战斗之星） | 第二次世界大战胜利奖章       |
| 海军占领服役奖章                       | 国防部服役奖章 （1枚战斗之星）         | 韩国服役奖章                 |
| 南极服役奖章                           | 武装部队远征奖章 （1枚战斗之星）       | 越南服役奖章 （7枚战斗之星） |
| 越南共和国英勇十字奖章 （4枚战斗之星） | 联合国韩国服役奖章                     | 越南战役奖章                 |

## 历任舰长
| 姓名       | 译名               | 军衔     | 所属军种       | 任职时间                    |
| ---------- | ------------------ | -------- | -------------- | --------------------------- |
|            | 欧文·爱德华·戴维斯 | 少校     | 美国海军预备役 | 1944年1月25日               |
|            | 小J·N·克莱顿       | 上尉     | 美国海军预备役 | 1944年5月27日-未知          |
|            | 拜伦·马戈斯        | 少尉     | 美国海军预备役 | 未知-1946年6月15日          |
| 资料缺失   | 资料缺失           | 资料缺失 | 美国海岸警卫队 | 1951年6月20日-1954年5月25日 |
|            | 小格伦·哈罗德·布朗 | 少校     | 美国海军       | 1956年10月23日              |
|            | P·C·帕克           | 少校     | 美国海军       | 1958年6月                   |
|            | 查尔斯·平克尼·泰斯 | 少校     | 美国海军       | 1959年7月                   |
|            | 杰克·W·班尼特      | 少校     | 美国海军       | 1960年7月                   |
|            | 戈登·理查德·纳格勒 | 少校     | 美国海军       | 1962年1月                   |
|            | 小约珥·郝伯特·贝里 | 少校     | 美国海军       | 1962年12月                  |
|            | 杰克·坎贝尔        | 少校     | 美国海军       | 1964年12月19日              |
|            | 赫伯特·约瑟夫·迪恩 | 少校     | 美国海军       | 1966年                      |
|            | 唐纳德·尤金·雷帕斯 | 少校     | 美国海军       | 1968年3月18日               |
|            | 大卫·D·施罗德      | 少校     | 美国海军       | 1969年9月14日-1971年9月25日 |
| 参考文献： |                    |          |                |                             |